# Ганс Фаллада
Ганс Фаллада (нем. Hans Fallada; настоящее имя — Рудольф Вильгельм Фридрих Дитцен Rudolf Wilhelm Friedrich Ditzen; 21 июля 1893, Грайфсвальд — 5 февраля 1947, Берлин) — немецкий писатель, автор романов в духе критического реализма («новой вещественности»). Самые известные его произведения — романы «Крестьяне, бонзы и бомбы» (1931), «Маленький человек, что же дальше?» (1932), «Каждый умирает в одиночку» (1947).

## Биография
Рудольф Дитцен родился в Грайфсвальде, в бюргерской семье. В 1899 году семья переехала в Берлин, в 1909 г. — в Лейпциг. Его отец, юрист по профессии, отличался своенравностью, поэтому отношения с сыном у него не складывались. В берлинской гимназии Рудольф считался аутсайдером и стал всё больше уходить в себя. В молодости он недолго состоял в обществе «Перелётная птица» (Wandervogel), но и там не смог наладить отношения с ровесниками. После того как Рудольф стал преследовать едва знакомую девушку и забрасывать её любовными посланиями, родители отправили его в гимназию в Рудольштадт. Вместе с другом Хансом Дитрихом фон Неккером Рудольф задумал совершить двойное самоубийство, замаскированное под дуэль на пистолетах. Фон Неккер погиб; Рудольфа, получившего тяжёлое ранение, обвинили в убийстве и поместили в психиатрическую клинику. Впоследствии он был признан невменяемым и не предстал перед судом. Он бросил гимназию и не получил аттестата зрелости.
Когда началась Первая мировая война, Рудольф Дитцен пожелал пойти на фронт добровольцем, но был признан негодным к строевой службе. В 1917—1919 годы Дитцен лечился от пристрастия к алкоголю и морфию. К этому времени относится его первый литературный опыт. Два романа, опубликованные тогда в издательстве «Ровольт ферлаг», не привлекли внимания читателей; издатель счёл их настоящим провалом. Также проект по переводу сочинений Ромена Роллана не увенчался успехом.
После этого Рудольф Дитцен поступил в Постерштайне в сельскохозяйственное училище. Закончив его, он надеялся найти место управляющего имением, но пришлось быть подсобным рабочим в Штеттине, а позже служащим на картофельном складе в Берлине. Таким образом ему приходилось «держаться на плаву».
Позже был дважды приговорен к тюремному заключению за совершение мошенничества и растрат: требовались деньги на алкоголь и наркотики. После выхода из тюрьмы (1928) познакомился в Гамбурге с Анной Иссель и в 1929 году женился на ней. Из четверых рождённых у них детей трое умерли в детстве или младенчестве.
В 1931 г. к нему приходит писательский успех — опубликован его роман «Крестьяне, бонзы и бомбы». Международную известность писателю принёс его следующий роман «Маленький человек, что же дальше?» 1932 г. Псевдоним Ганс Фаллада взял из двух сказок братьев Гримм: Ганс из сказки «Счастливый Ганс», а Фаллада из сказки «Гусятница» — так там звали говорящего коня. Некоторые его произведения были запрещены в Третьем рейхе.
В 1944 году брак Дитцена стал рушиться. Во время ссоры писатель выстрелил в жену, и его обвинили в попытке убийства, после чего поместили на принудительное лечение. В годы Второй мировой войны служил зондерфюрером (Б) в Имперской службе труда в оккупированной Франции. После падения нацистского режима сотрудничал в Культурбунде.
Умер 5 февраля 1947 г. в Берлине. Похоронен на Третьем Панковском кладбище. В 1981 г. перезахоронен в Карвице на старом кладбище, на месте которого ныне находится Фаллада-парк.

## Сочинения
- Der junge Goedeschal 1920
- «Антон и Герда» (Anton und Gerda) 1923

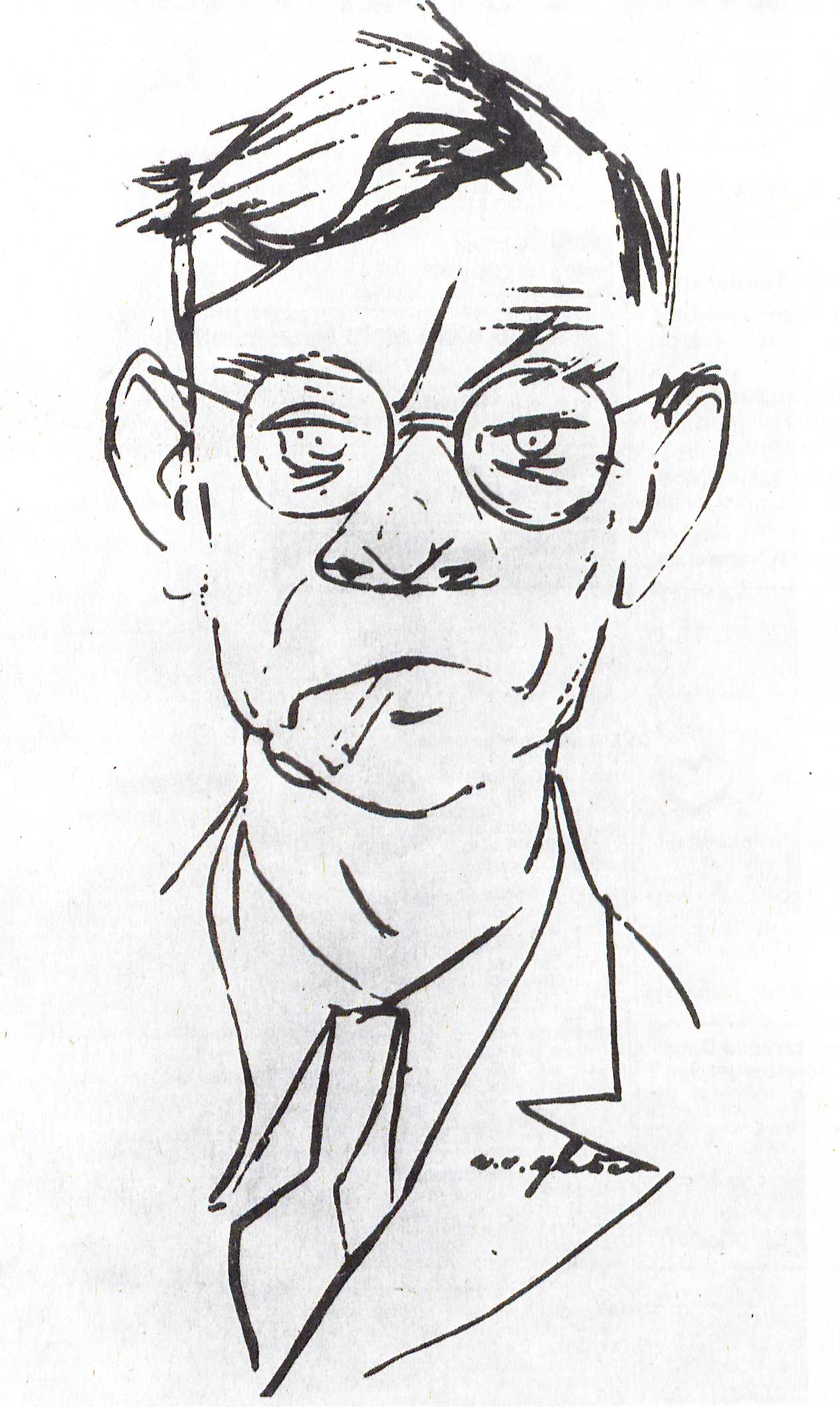
Ганс Фаллада. Рисунок Эриха Осера. 1943

- «Крестьяне, бонзы и бомбы» (Bauern, Bonzen und Bomben) 1931
- «Маленький человек, что же дальше?» (Kleiner Mann — was nun?) 1932
- «Кто хоть раз хлебнул тюремной баланды» (Wer einmal aus dem Blechnapf frißt) 1932
- «У нас когда-то был ребёнок» (Wir hatten mal ein Kind) 1934
- Märchen vom Stadtschreiber, der aufs Land flog 1935
- «Старое сердце отправляется в путешествие» (Altes Herz geht auf die Reise) 1936
- Hoppelpoppel — wo bist du?, Kindergeschichten, 1936
- «Волк среди волков» (Wolf unter Wölfen) 1937
- Geschichten aus der Murkelei, Märchen 1938
- «Железный Густав» (Der eiserne Gustav) 1938
- Kleiner Mann — großer Mann, alles vertauscht 1939
- Süßmilch spricht. Ein Abenteuer von Murr und Maxe, Erzählung 1939
- Der ungeliebte Mann 1940
- «Приключение Вернера Квабса» (Das Abenteuer des Werner Quabs) 1941
- «У нас дома в далёкие времена» (Damals bei uns daheim), воспоминания 1942
- «Сегодня у нас дома» (Heute bei uns zu Haus), воспоминания 1943
- «Каждый умирает в одиночку» (Jeder stirbt für sich allein) 1947
- «Кошмар» (Der Alpdruck) 1947
- «Пьяница» (Der Trinker) 1950
- «Человек хочет наверх» (Ein Mann will nach oben) 1953
- «За час перед сном» (Die Stunde, eh´du schlafen gehst) 1954
- Junger Herr — ganz groß 1965